# Saint-Josse
Saint-Josse (auch Saint-Josse-sur-Mer, flämisch Sint-Joost) ist eine französische Gemeinde mit 1.055 Einwohnern (Stand: 1. Januar 2022) im Département Pas-de-Calais bei Caen in der Region Hauts-de-France (vor 2016: Nord-Pas-de-Calais). Sie gehört zum Arrondissement Montreuil und zum Kanton Étaples (bis 2015: Kanton Montreuil). Die Einwohner werden Judociens genannt.

## Geografie
Saint-Josse liegt nahe der Opalküste des Ärmelkanals. Der Canche begrenzt die Gemeinde im Norden. Umgeben wird Saint-Josse von den Nachbargemeinden Étaples im Norden, Tubersent und Bréxent-Énocq im Nordosten, La Calotterie im Osten, Sorrus im Südosten, Saint-Aubin im Süden, Merlimont im Südwesten sowie Cucq im Westen.

## Bevölkerungsentwicklung
| Jahr                      | 1962 | 1968 | 1975 | 1982 | 1990 | 1999 | 2006 | 2013 |
| Einwohner                 | 622  | 559  | 575  | 671  | 914  | 1052 | 1170 | 1160 |
| Quelle: Cassini und INSEE |      |      |      |      |      |      |      |      |

## Geschichte
Ein sich in einem Reliquiar aus der alten Abtei von Saint-Josse erhaltener Stoff aus Seide und Baumwolle stammt wahrscheinlich aus einer persischen Weberei des 10. Jahrhunderts und ist heute im Musée du Louvre in Paris aufbewahrt.

## Sehenswürdigkeiten

Kirche Saint-Pierre

- Kirche Saint-Pierre

## Persönlichkeiten
- Jodok (französisch Josse, um 669 gestorben), Königssohn und Einsiedler, Heiliger der katholischen Kirche.